# 掉頭

掉頭

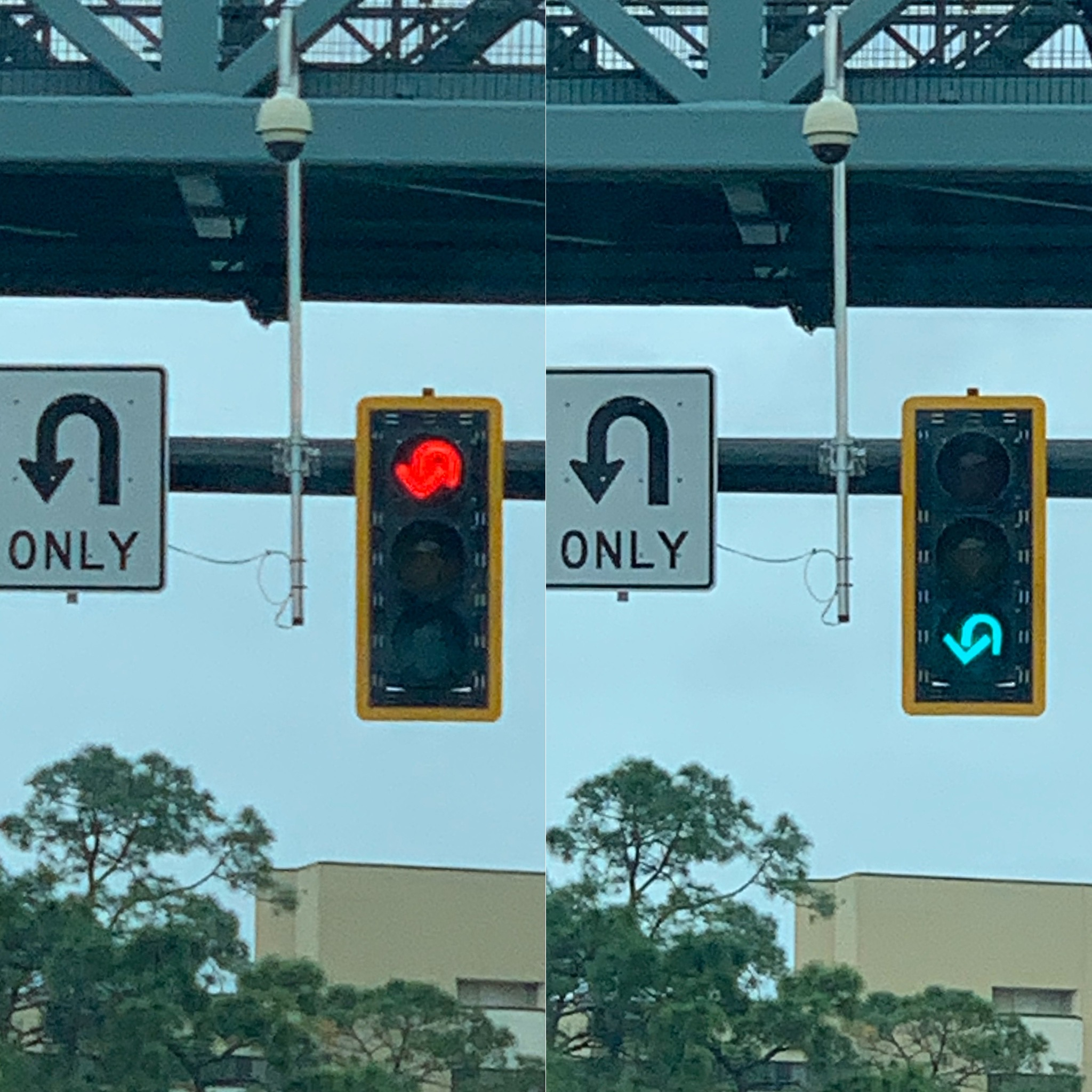
位於美國比尤纳维斯塔湖的掉頭路標

掉头是指人們在駕駛汽車時行駛方向突然旋转180° 。因為掉頭的動作形似字母U，所以又被叫做U型转弯。在某些情況下，掉頭是不允許的。至於能不能掉頭以及何種情況下可以掉頭，要視道路標線以及交通號誌的規定。